# Ngày Valentine
Ngày Valentine được tổ chức vào ngày 14 tháng 2. Ngày này ban đầu được coi là ngày tưởng niệm thánh Valentinô và được giới thiệu vào ngày 14 tháng 2 được Giáo hoàng Gelasiô I giới thiệu vào năm 496 cho toàn thể Giáo hội nhưng đã bị loại bỏ khỏi lịch chung Rôma vào năm 1969. Sau này, ngày lễ này cũng là ngày mà cả thế giới tôn vinh tình yêu đôi lứa, tình cảm giữa các đôi tình nhân, và bạn bè khác giới. Thông thường, vào ngày này người con gái bày tỏ tình cảm của mình bằng cách tặng quà, vàng bạc cho người con trai họ yêu.
Trước đây ngày Valentine (hiện nay là ngày 14 tháng 2 hàng năm) là ngày lễ chỉ ở Bắc Mỹ và Châu Âu, nhưng ngày nay nó được phổ biến ở hầu hết các quốc gia.
Theo văn hóa Thế giới phương Đông (Trung Quốc, Việt Nam và các nước lân cận) là ngày lễ tình yêu được tổ chức vào ngày Thất tịch.

## Giả thuyết về nguồn gốc
Đã có nhiều vị thánh tử vì đạo của Kitô giáo tên là Valentinô. Valentines có vinh danh vào ngày 14 tháng 2 là Valentine thành Roma (Valentinus presb. M. Romae) và Valentine của Terni (Valentinus ep. Interamnensis m. Romae). Valentine của Rome là một linh mục ở Rome, người đã chịu tử đạo khoảng năm 269 và được chôn cất trên con đường Via Flaminia. Di hài của ông hiện nay đặt tại nhà thờ của thánh Praxed tại Rome và nhà thờ Whitefriar dòng Cát Minh, ở Dublin, Ireland.
Valentine thành Terni đã trở thành giám mục của Interamna (hiện nay là Terni) khoảng năm 197 và được cho là đã tử vì đạo trong cuộc đàn áp dưới thời hoàng đế Aurelianus. Ông cũng được chôn cất trên đường Via Flaminia, nhưng ở một vị trí khác so với Valentine của Rome. Di hài của ông hiện nay đặt tại Vương cung thánh đường Thánh Valentine ở Terni (Basilica di San Valentino).
Bách khoa toàn thư Công giáo cũng nói về một vị thánh thứ ba có tên là Valentine đã được đề cập trong danh sách những người tử vì đạo trong ngày 14 tháng 2. Ông đã chịu tử đạo ở châu Phi với một số đồng đạo, nhưng không có thông tin nào khác.
Không có yếu tố lãng mạn nào có mặt trong tiểu sử của các vị thánh tử đạo này vào đầu thời trung cổ. Vào thời điểm một vị thánh Valentine liên quan đến chuyện tình lãng mạn vào thế kỷ XIV, thì sự phân biệt giữa Valentine thành Rome và Valentine thành Terni đã hoàn toàn bị mất.
Vào năm 1969, trong việc sửa đổi Lịch các thánh, ngày lễ Thánh Valentine vào ngày 14 tháng 2 đã được đưa ra khỏi Lịch chung và được đưa vào hạng đặc biệt (lịch địa phương hoặc thậm chí quốc gia).

## Truyền thuyết

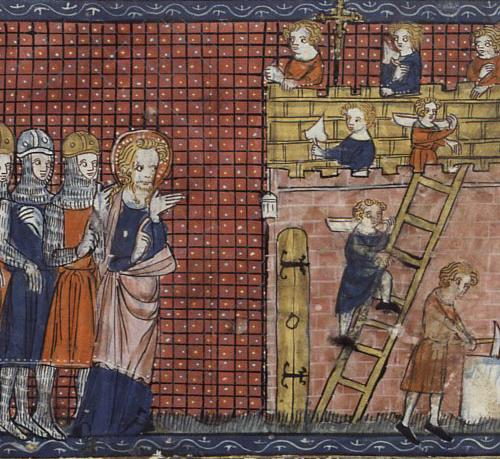
Thánh Valentine thành Terni và các tông đồ, bức tranh do Richard de Montbaston của Pháp vào thế kỷ XIV

Có rất nhiều thông tin về nguồn gốc của ngày lễ này, giả thuyết mà nhiều người chấp nhận nhất là:
Valentine là một linh mục dưới thời Hoàng đế La Mã Claudius II. Lúc bấy giờ là thế kỷ thứ III, Đế quốc La Mã phải tham gia nhiều cuộc chiến tranh đẫm máu và không được dân ủng hộ. Do gặp phải khó khăn khi kêu gọi các chàng trai trẻ gia nhập vào quân đội, Claudius II cho rằng nguyên nhân chính là đàn ông La Mã không muốn rời xa gia đình hay người yêu của họ và hôn nhân chỉ làm người đàn ông yếu mềm; do đó, Claudius II ra lệnh cấm tổ chức các đám cưới hoặc lễ đính hôn để tập trung cho các cuộc chiến.
Linh mục Valentine ở thành La Mã, cùng Thánh Marius đã chống lại sắc lệnh của vị hoàng đế hùng mạnh và tiếp tục cử hành lễ cưới cho các đôi vợ chồng trẻ trong bí mật. Khi bị phát hiện, linh mục Valentine đã bị bắt và kết án tử hình bằng hình thức kéo lê và bị ném đá cho đến chết. Buổi chiều trước khi ra pháp trường, ông gửi tấm "thiệp Valentine" đầu tiên cho cô con gái của viên cai tù Asterius, người thiếu nữ mù lòa bẩm sinh đã được ông chữa lành bằng phép lạ trước đó, và ký tên "dal vostro Valentino" - from your Valentine ("Từ Valentine"). Cho đến nay, các cặp tình nhân vẫn có truyền thống ký tên bằng cụm từ "From your Valentine" của ngày xưa thay vì tên mình trong các tấm thiệp Valentine. Dần dần, ngày 14 tháng 2 hàng năm đã trở thành ngày trao đổi các bức thông điệp của tình yêu và Thánh Valentine đã trở thành vị Thánh bổn mạng của những lứa đôi. Người ta kỷ niệm ngày này bằng cách gửi cho nhau những bài thơ và tặng cho nhau những món quà truyền thống là hoa hồng và sô-cô-la.

## Các truyền thống được công nhận

### Lễ Lupercalia

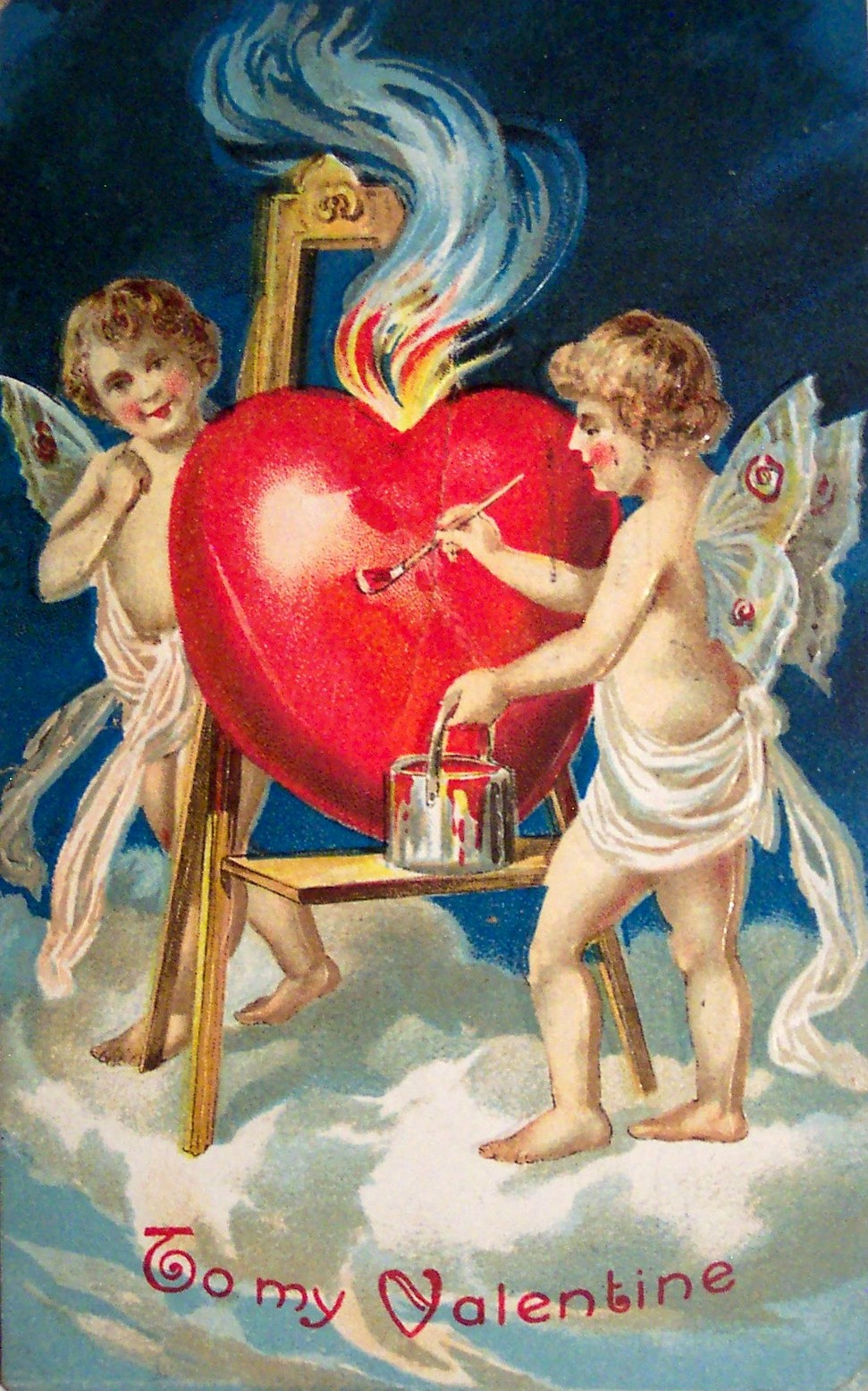
Thiệp năm 1909

Tuy các nguồn tài liệu thời hiện đại nói không rõ về ngày lễ về và tình yêu của Văn hoá Hy Lạp-Rôma nằm vào tháng hai, giáo sư Jack Oruch của viện khoa học của Kansas cho là không có sự liên kết nào của vị thánh tên Valentinus và tình yêu lãng mạn. Những nguồn liên kết trước đó nhắm vào sự hy sinh thay vì tình yêu lãng mạn. Trong lịch Attic, thời kỳ giữa tháng giêng đến giữa tháng hai trong lịch của lịch Hy Lạp, là thời gian tưởng nhiệm về đám cưới linh thiêng của Zeus và Hera.
Trong thời kỳ La Mã cổ đại, ngày lễ Lupercalia được tổ chức vào ngày 13-15 tháng hai, là một nghi thức cổ xưa về sinh sản. Lupercalia là ngày lễ của riêng về thành phố của Rome. Ngày lễ được tổ chức với quy mô quốc gia là lễ Juno Februa, nghĩa là "Juno, đấng trong sạch" hoặc "Juno, đấng đồng trinh" được tổ chức vào ngày 13–14 tháng hai. Đức giáo hoàng Gelasius I (492–496) đã xóa bỏ ngày lễ Lupercalia. Một số nhà sử học đoán rằng ngày lễ Candlemas (nhằm vào ngày 14 tháng hai, nhưng sau này chuyển thành ngày 2 tháng hai) được đưa ra thay thế cho lễ Lupercalia, nhưng lễ Candlemas đã được bắt đầu từ thành phố Jerusalem vào năm 381 trước công nguyên. Vào năm 500 của Công Nguyên, đức Giáo hoàng chuyển ngày lễ Valentine vào ngày 15 tháng hai.

### Những cánh chim tình của Chaucer
Năm 1382, nhà thơ Geoffrey Chaucer viết một bài thơ Nghị hội của đám đông (Parlement of Foules), trong đó có những câu sau: 

For this was on saint Valentine's day
When every bird came there to choose his make...
Vì thế,
Vào ngày Thánh Valentine,
Những cánh chim bay về đây
Để chọn những bạn đời...

Bài thơ này được viết để tôn vinh kỷ niệm một năm lễ đính hôn của Vua Richard II của Anh với Anne của Bohemia. Một hiệp ước hôn nhân đã được ký kết vào ngày 02 tháng 5 năm 1381, và hôn lễ được cử hành 8 tháng sau đó.
Người đọc cho rằng Chaucer đã đề cập đến ngày 14 tháng 2 là ngày Thánh Valentine, tuy nhiên, giữa tháng hai không phải là thời điểm thích hợp cho các loài chim bắt cặp và làm tổ ở Anh. Henry Ansgar Kelly đã chỉ ra rằng Chaucer có thể đã đề cập đến ngày 3 tháng năm, trong lịch phụng vụ là lễ kỷ niệm của Valentine của Genova, một giám mục đầu tiên của Genova, người đã qua đời khoảng năm 307. Jack B. Oruch cho rằng ngày đó là bắt đầu của mùa xuân và đã bị thay đổi từ khi áp dụng lịch Gregory vào năm 1582. Thời tiết sẽ tương ứng với ngày 23 tháng 2 hiện đại, thời điểm một số loài chim đã bắt đầu cặp đôi để giao phối và làm tổ ở Anh.
Dường như những vần thơ của Chaucer trong "Nghị hội của đám đông" nhắc đến một truyền thống cổ, nhưng trong thực tế, không có dấu hiệu nào cho thấy có truyền thống như vậy trước đó. Lời giải thích những phong tục cổ như là sự kiện lịch sử, có nguồn gốc trong ngành khảo cổ học thế kỷ XVIII, đặc biệt là Alban Butler, tác giả của sách "Đời sống các Thánh của Butler", và đã được cả các học giả đáng kính hiện đại truyền lại. Đáng chú ý nhất "ý tưởng là ngày Valentine bắt nguồn từ ngày lễ Lupercalia của La Mã đã được chấp nhận không phê phán và lặp đi lặp lại, trong các hình thức khác nhau, cho đến ngày nay".
Có ba tác giả khác cũng đã làm bài thơ về các loài chim cặp đôi trong ngày Thánh Valentine trong cùng một năm: Otton de Grandson từ Savoy, John Gower từ Anh, và một hiệp sĩ được gọi là Pardo từ Valencia. Chaucer có lẽ là nổi bật hơn cả, nhưng do thiếu dữ liệu để xác minh với các tác phẩm thời trung cổ, chúng ta không thể biết chắc chắn trong bốn người đó, ai là người có ý tưởng đầu tiên và ảnh hưởng đến những người khác.

### Thời hiện đại

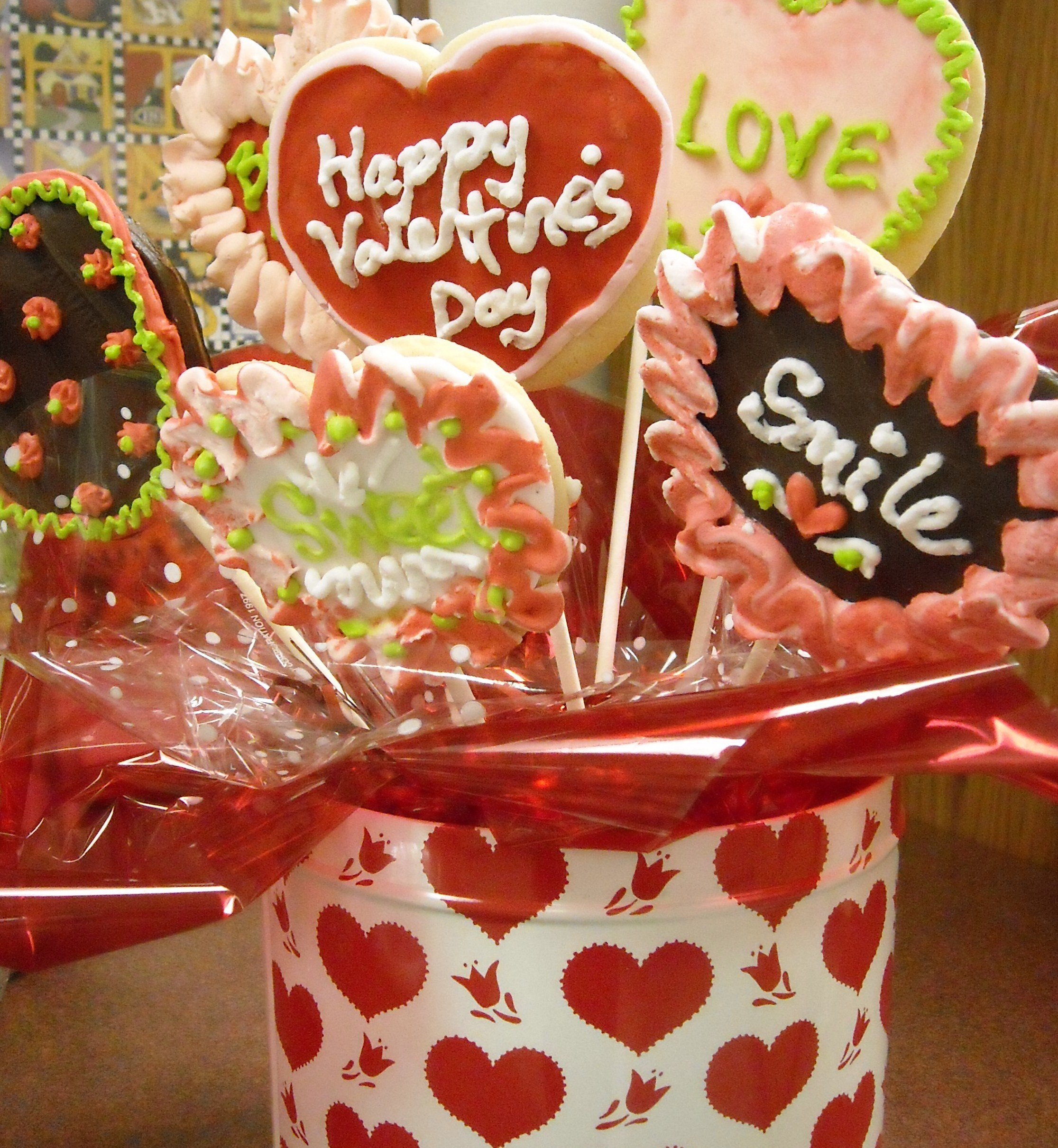
Kẹo trang trí ngày Valentine

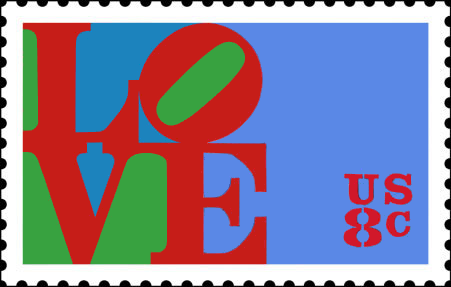
Tem mang chữ Love của Hoa Kỳ

Vào năm 1797, một nhà báo Anh ra một cuốn sách The Young Man's Valentine Writer, bao gồm một số câu mẫu tình cảm dành cho những người trẻ tuổi không thể tự sáng tác. Các máy in bắt đầu sản xuất một số các thiệp với lời và hình ảnh tình cảm, còn gọi là "máy valentine," và sự hạ giá của giá tem bưu chính và các mặt hàng thơ từ trong thế kỷ sau đó đã làm phong trào gửi thư, thiệp trong ngày lễ tình nhân tăng cao. Điều đó cũng tạo ra những cơ hội gửi thiệp ẩn danh, và sự phát triển mạnh mẽ của thiệp Valentine cũng bất ngờ làm xuất hiện những vần thơ tình ái đặc sắc trong thời đại hoàng kim của Victoria của Anh.
Giấy trang trí Valentine trở thành rất phổ biến ở Anh từ đầu thế kỷ XIX, tới mức đã có một số xưởng in được ra đời để phục vụ nhu cầu. Các thiệp Valentine nghệ thuật được làm từ ren thật và ruy băng, với sự ra đời đầu tiên của ren giấy vào giữa thế kỷ XIX. Sự sống lại ngày lễ của thánh Valatine từ năm 1840 được phát động bởi Leigh Eric Schmidt. Là một nhà báo trong Graham's American Monthly viết trong năm 1849, "Ngày Thánh Valentine"... đã dần dần trở thành, ngày lễ quốc gia." Ở Hoa Kỳ, đợt bán thiệp Valentine với số lượng lớn vào năm 1847 sau khi được phát động bởi cô Esther Howland (1828–1904) người xứ Worcester, Massachusetts.

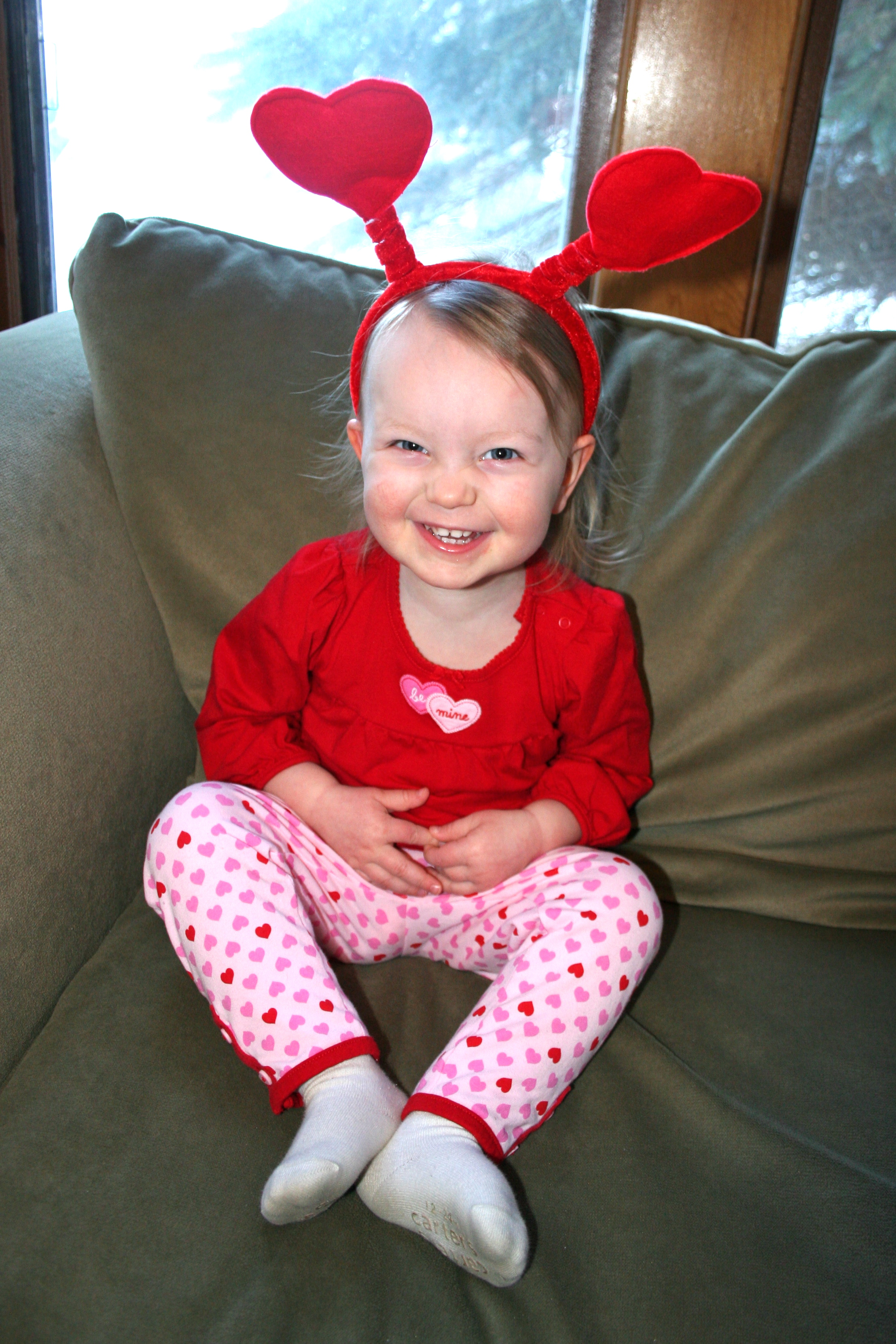
Một em bé mặc áo theo không khí ngày Valentine.

Cha của cô là chủ của một tiệm sách lớn, nhưng cô lấy nguồn cảm hứng từ một người bạn thương gia buôn bán thiệp valentine bên nước Anh của ba cô. Cô lên kế hoạch để tổ chức ngày lễ Valentine giống như vậy, Howland bắt đầu cơ nghiệp của mình với việc mua các mặt hàng làm thiệp valentine từ Anh. Thói quen gửi thiệp Valentine bên nước Anh trở thành quen thuộc tới nỗi nó là nội dung cho tác phẩm của nhà viết văn tiểu thuyết Elizabeth Gaskell, cuốn tiểu thuyết Mr. Harrison's Confessions (1851). Từ năm 2001, Hội Thiệp Chào Đón bắt đầu trao tặng giải "Esther Howland Award" mỗi năm cho người có trí sáng tạo hay.
Từ thế kỷ XIX, thiệp viết bằng tay được phổ biến với sự sản xuất hàng loại của các loại thiệp. Vào giữa thế kỷ XIX ngày lễ Valentine được nhiều nhà kinh doanh dùng để kiếm lợi nhuận, và làm cầu nối cho nhiều thị trường thương mại của các lễ hội khác ở Hoa Kỳ.
Trong nửa thập kỷ sau của thế kỷ XX, thói quen gửi thiệp đã trở thành quà lịch sự trong Hoa Kỳ. Những món quà như vậy bao gồm hoa hồng và sô-cô-la được gói bằng giấy satin đỏ, hộp trái tim. Vào những năm của thập niên 1980, những tập đoàn bán kim cương đã dùng ngày lễ Valentine để đẩy mạnh thương mại kim cương, bằng cách khuyến khích tặng đồ nữ trang thay vì thiệp.
Trong Hoa Kỳ, Hội Thiệp Mừng (U.S. Greeting Card Association) ước tính khoảng 190 triệu thiệp valentine được gửi tặng mỗi năm trong Hoa Kỳ. Một nửa trong số ấy được tặng cho những người thân ngoài vợ với chồng, thường thì cho các đứa con. Nếu tính luôn những thiệp làm trong trường thì có thể lên tới 1 tỉ thiệp, và các thầy cô là người nhận được thiệp nhiều nhất. Trong một số nước trên thế giới, các học sinh tiểu học làm thiệp và gửi cho nhau và thầy cô. Trong thiệp của các em cũng bày tỏ cảm xúc yêu mến đến các bạn khác giới.
Vào thiên niên kỷ mới, mới sự ra đời và lớn mạnh của Internet đã dần dần tạo thành những truyền thống tặng thiệp mới. Hàng triệu người trên thế giới bắt đầu sử dụng thiệp in ra được trên mạng hoặc gửi thiệp bằng mạng như thiệp điện tử. Ước tính khoảng 15 triệu thiệp điện tử được gửi vào năm 2010.

## Valentine trong chiến tranh
Valentine là ngày lễ của tình yêu trong sáng và thật thà của tuổi trẻ thơ mộng mới biết yêu. Nó còn có ý nghĩa quan trọng đối với những người thân trong gia đình. Những người đã trải qua ngày này khi còn trẻ này đã thành vợ chồng. Nhưng tiếc thay chiến tranh đã làm tan tác những ý niệm đẹp trong ngày valentine.

## Ngày tình nhântại các quốc gia

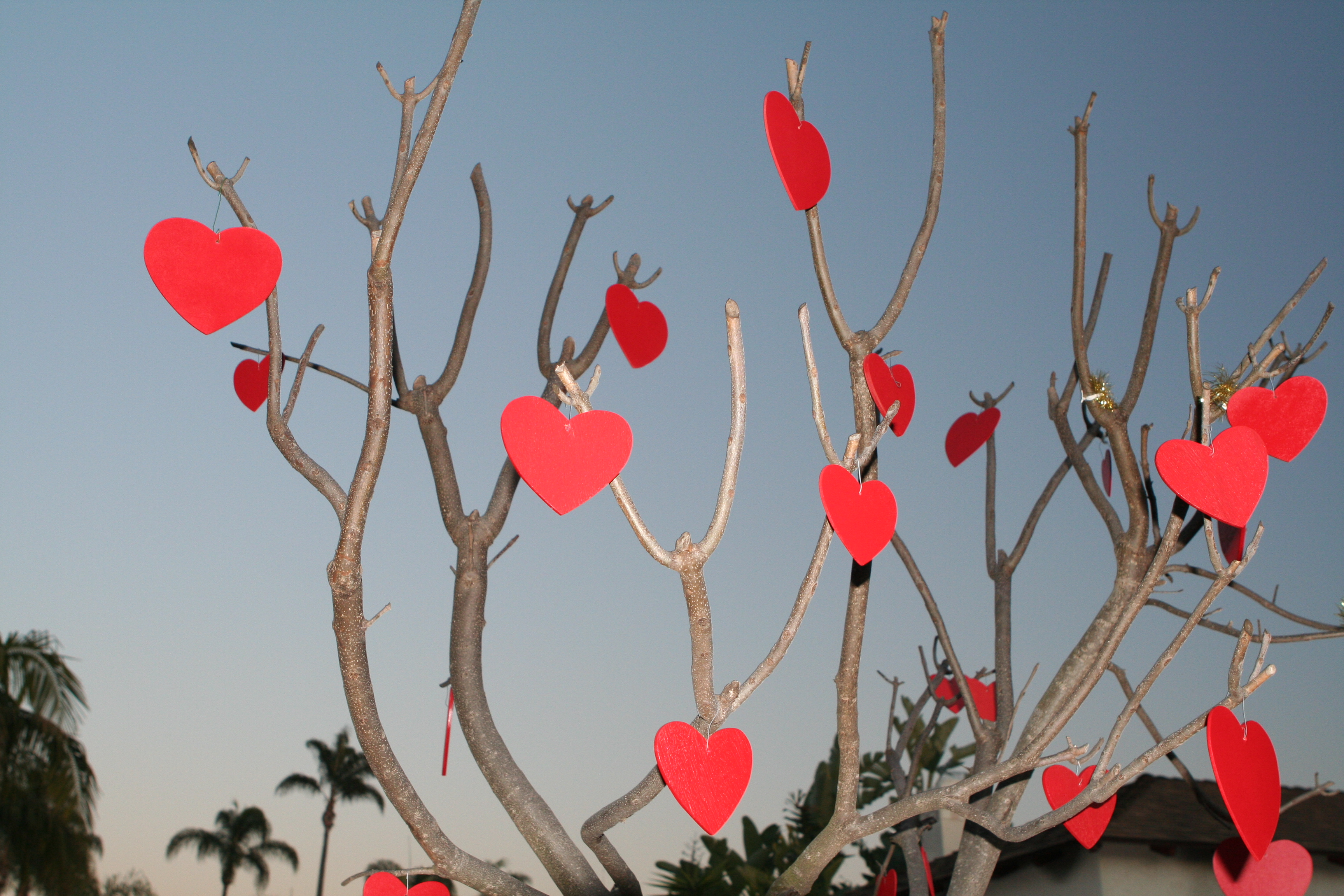
Cây trang trí những trái tim cho ngày Valentine

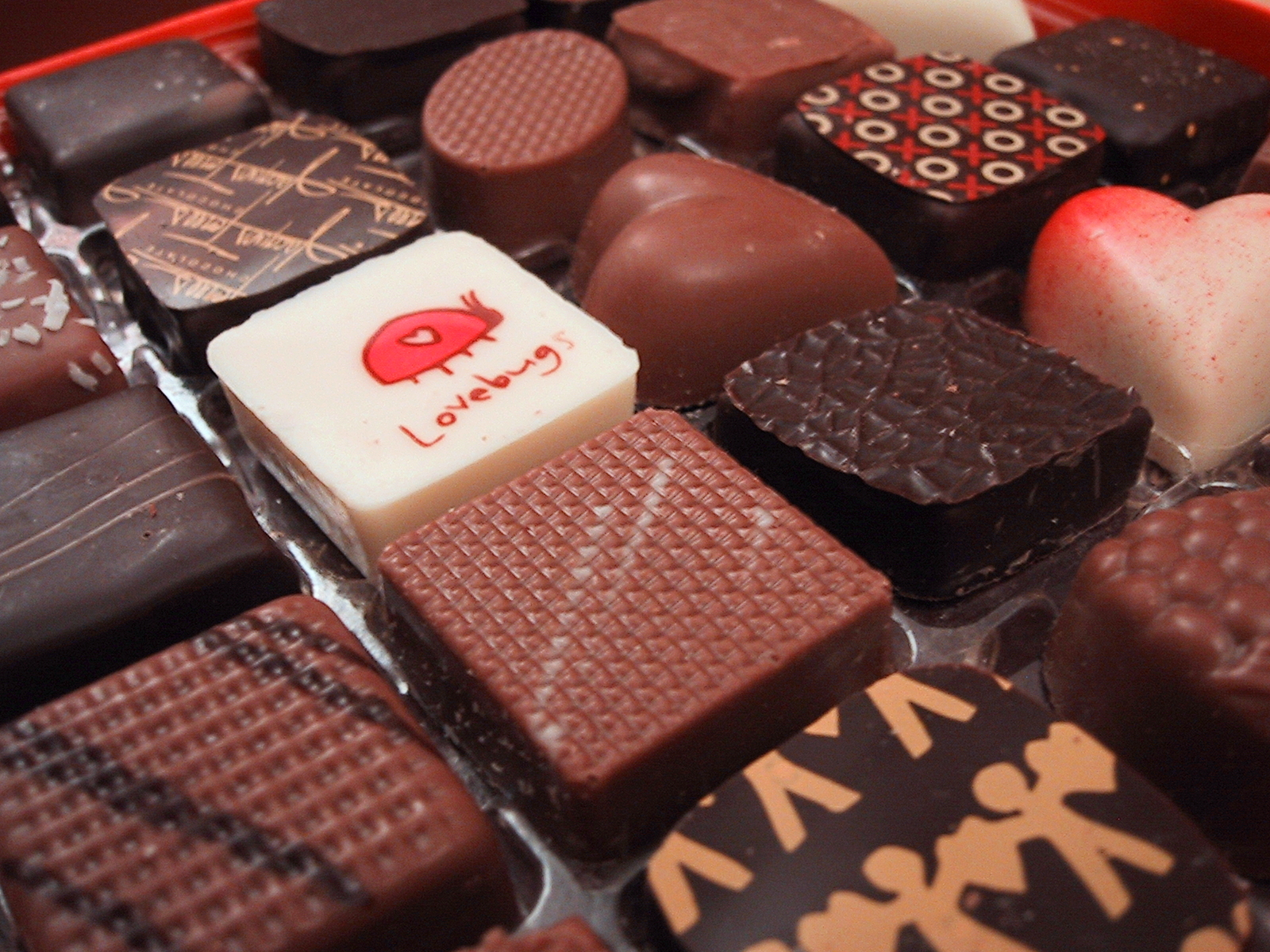
Bánh kẹo

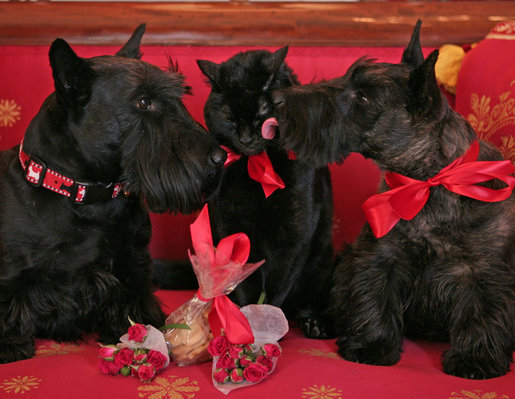
Chó và mèo của ông bà Bush Jr tại Nhà Trắng cũng được mang nơ và nhận quà ngày Valentine 2007

- Theo hiệp hội U.S. Greeting Card Association Mỹ, mỗi năm có hơn 1 tỷ thiệp Valentine được trao tay trong ngày lễ này trên thế giới, chỉ xếp hạng sau ngày Lễ Giáng Sinh. Tổ chức này ước lượng khoảng 85% khách hàng mua thiệp Valentine là phụ nữ.
- Tại các trường tiểu học tại Bắc Mỹ, các giáo viên thường cho các em học sinh tự làm thủ công thiệp Valentine cho bạn bè trong lớp, các tấm thiệp đơn sơ do các em tự cắt vẽ và tô màu này phản ảnh những điều mà các em cảm kích về mỗi người bạn khác phái của mình trong lớp học.
- Người Anh và Pháp đã tổ chức lễ này từ thời Trung cổ, nhưng đến thế kỷ XVII, tập tục tặng thiệp làm bằng tay cho người yêu mới phổ biến. Hình ảnh thường thấy là hình trái tim, hoa hồng, mũi tên và vị thần tình yêu Cupid.
- Tại Nhật Bản, nhiều nữ nhân viên có bổn phận phải tặng chocolate, bánh kẹo, hoa quả cho các nam đồng nghiệp. Tục lệ này mang tên giri-choko (義理チョコ); giri có nghĩa là "bổn phận", choko là chocolate. Đúng một tháng sau đó, trong ngày 14 tháng 3, tức ngày White Day, phía nam có bổn phận phải tặng quà lại cho các nữ đồng nghiệp đã chiếu cố đến mình trong ngày Valentine, những món quà này thông thường phải mang màu trắng.
- Tại Iran, Ả Rập Xê Út, Malaysia và vài quốc gia theo Hồi giáo, cấm tổ chức các hoạt động kỷ niệm, mừng và bán những món quà ngày lễ tình nhân, kể cả hoa hồng đỏ vì họ cho rằng ngày Valentine là khuyến khích các quan hệ ngoài hôn nhân, nên bị cấm "nhằm ngăn chặn sự lây lan của văn hóa phương Tây".[32][33]
- Tại Việt Nam, lễ tình nhân mới du nhập vào thời gian gần đây. Ngày 14 tháng 2 của năm 2008, nhiều cặp tình nhân đã tổ chức cưới tập thể dưới nước tại Hòn Mun, Nha Trang.[34] Một hội thi hôn tập thể tại Đà Lạt cũng được tổ chức vào ngày này.[35] và khác với các quốc gia khác, đàn ông sẽ tặng chocolate cho bạn gái.
- Tại Hàn Quốc những người còn độc thân sẽ tổ chức ngày lễ Black Day vào ngày 14/4 với hy vọng sẽ tìm được một nửa của mình.
- Tại Brasil, ngày Dia dos Namorados (Ngày của các tình nhân) được tổ chức vào ngày 12 tháng 6.
- Trong khi đó, tại Trung Quốc và vài quốc gia châu Á, ngày truyền thống tình yêu là ngày 7 tháng 7 âm lịch, còn gọi là "Thất tịch".

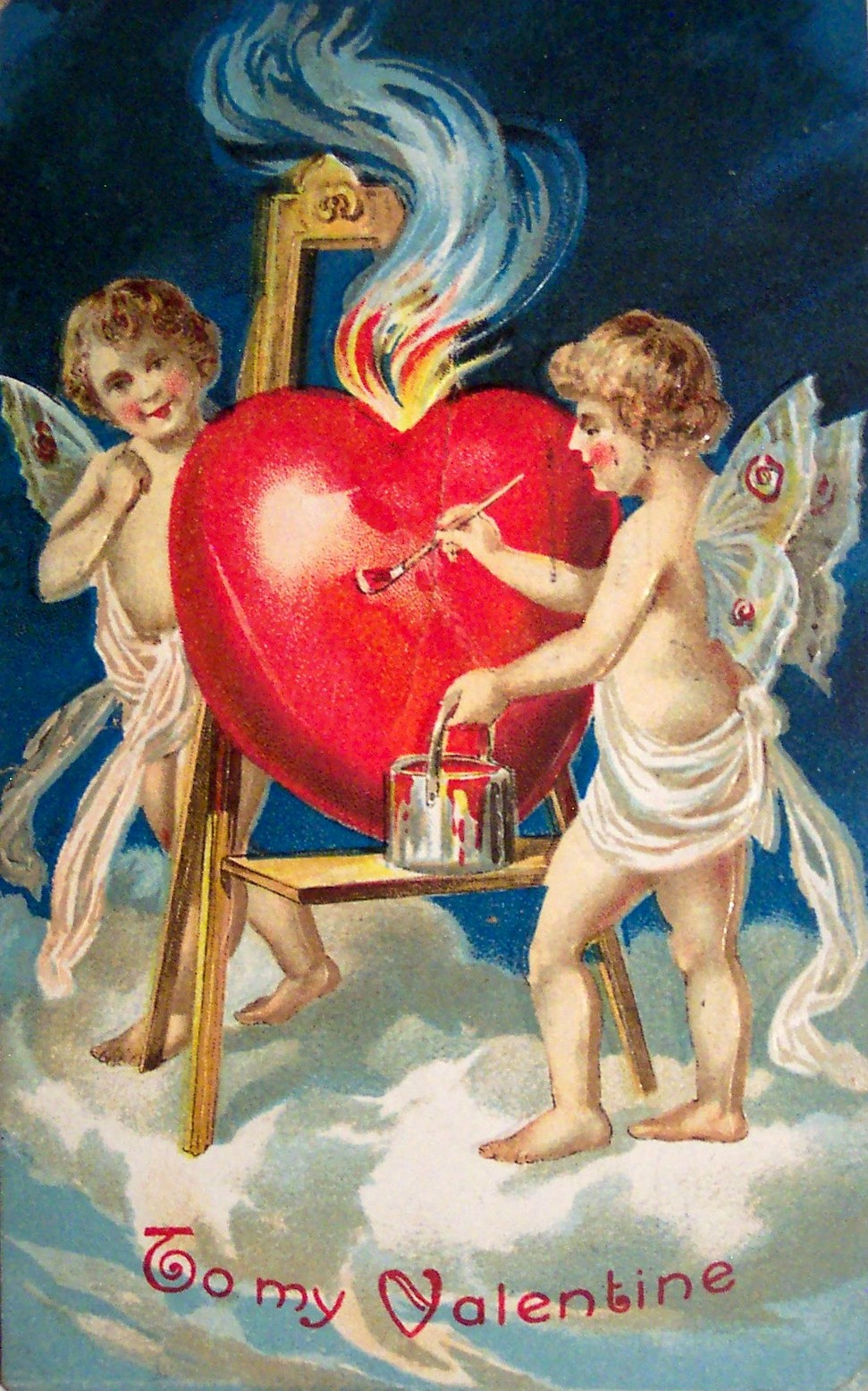
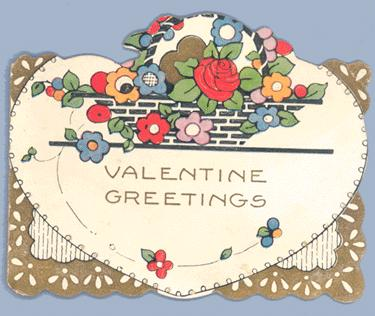
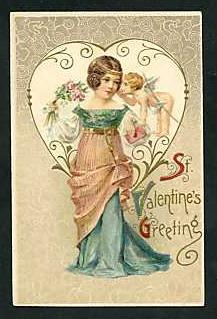
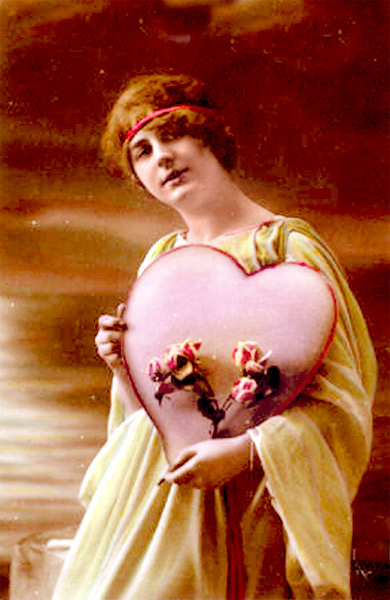
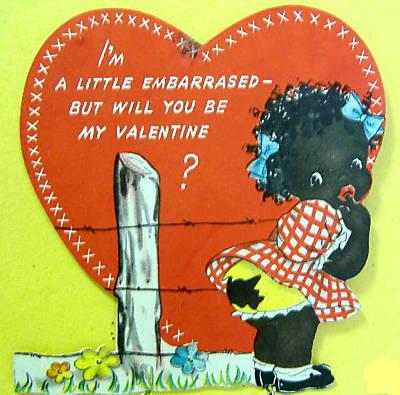
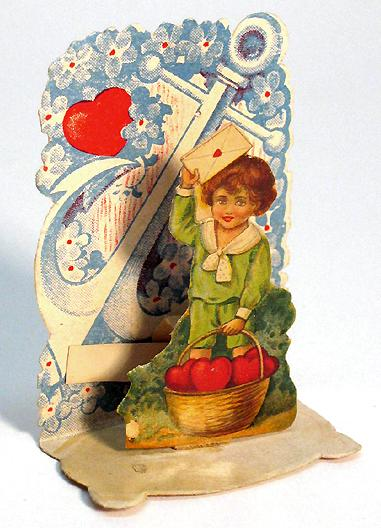

- Hình ảnh một số thiệp xưa

### Thiệp Valentines vào giữa thế kỷ XIX đầu thế kỷ XX

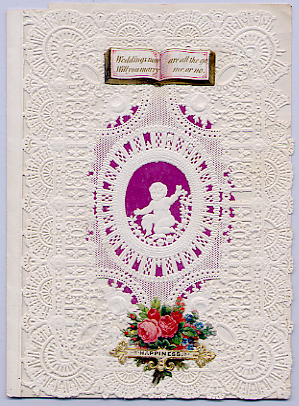
Esther Howland Valentine, vào khoảng 1850: "Đám cưới cùng đi nào, bạn có muốn cưới mình không"?
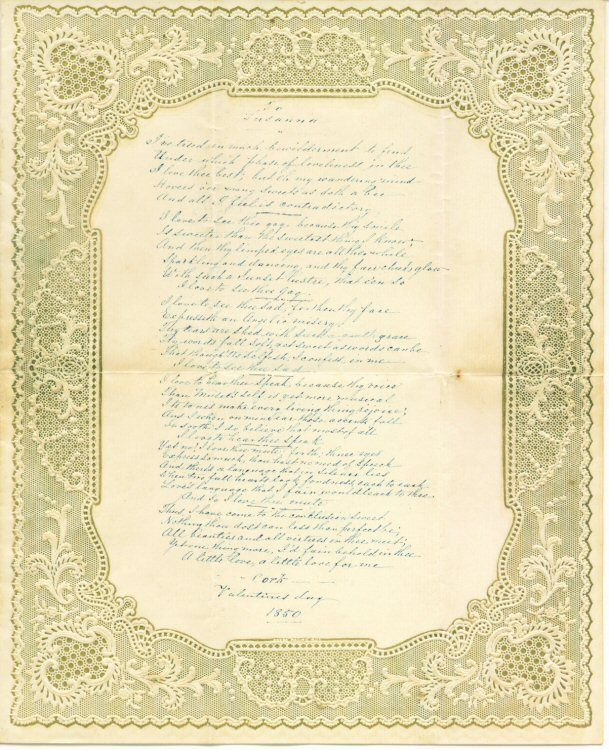
Thiệp thơ được viết bằng tay, "Gửi đến Susanna" ngày Valentine năm 1850 (Cork, Ireland)
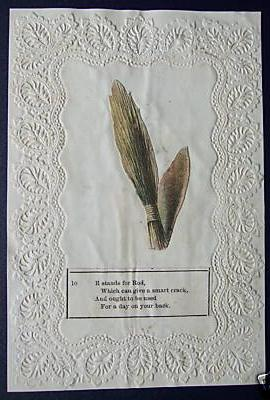
Truyện tranh Valentine, giữa thế kỷ 19: "R là viết tắt của que, có thể tạo ra một vết nứt thông minh, Và nên được sử dụng Cho một ngày trên lưng của bạn."
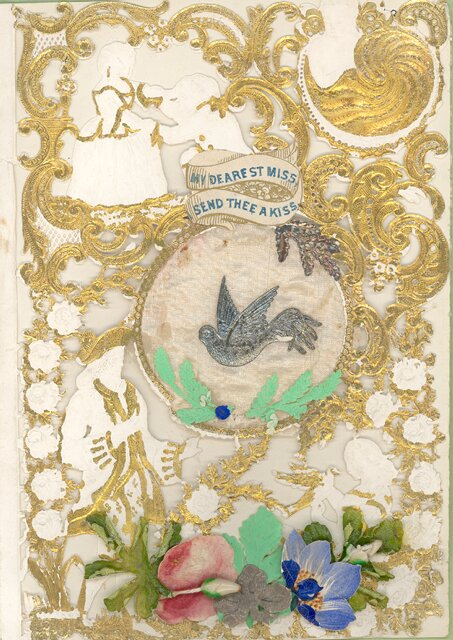
Thiệp Valentine, 1862: "Kính gửi nàng, anh gửi em một nụ hôn" gửi đến nàng Jenny Lane ở Crostwight Hall, Smallburgh, Norfolk.
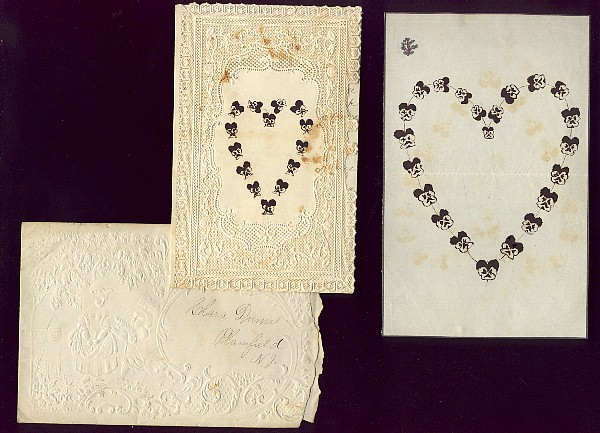
Thiệp dân gian Valentine và phong bì năm 1875 gửi cho Clara Dunn ở Newfield, New Jersey
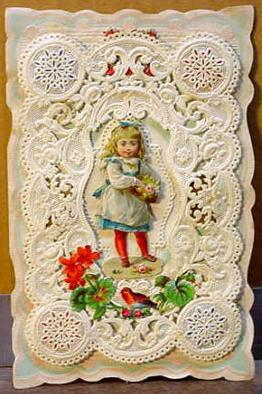
Whitney Valentine, 1887; Howland bán công ty Valentine ở New England cho công ty của George C. Whitney năm 1881
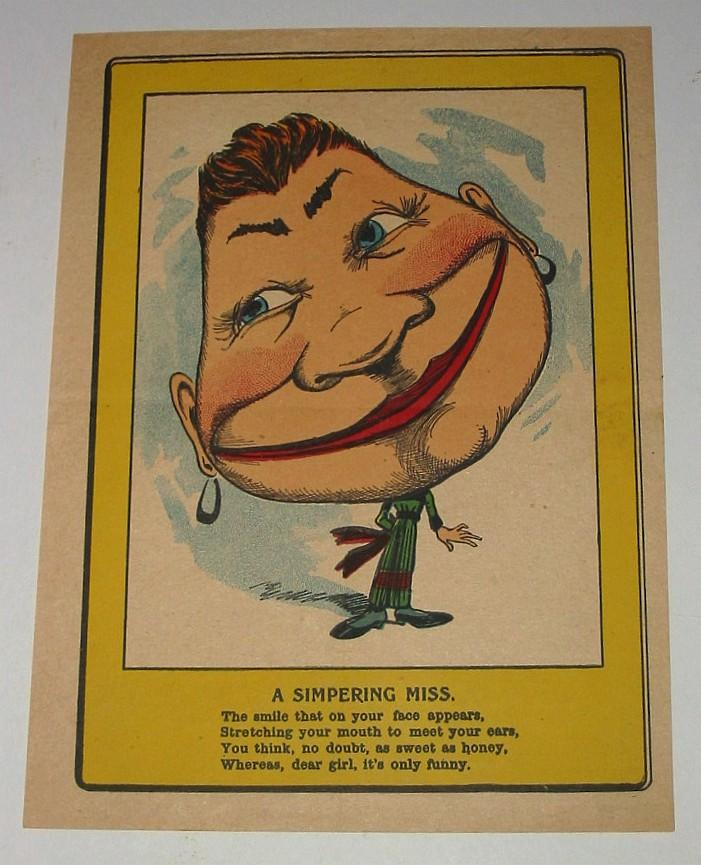
Vinegar Valentine, vào khoảng 1900

### Bưu thiếp, máy Valentines, thiệp nổi vào khoảng 1900–1930

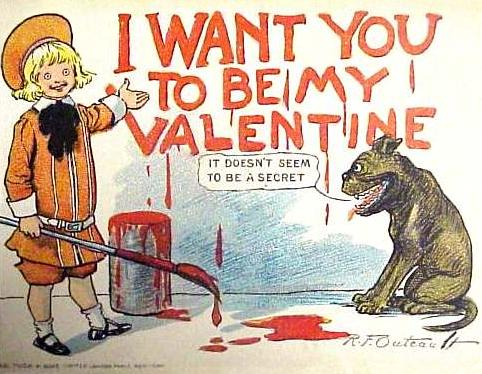
Buster Brown Valentine bưu thiếp của Richard Felton Outcault, những năm đầu của thế kỷ XX
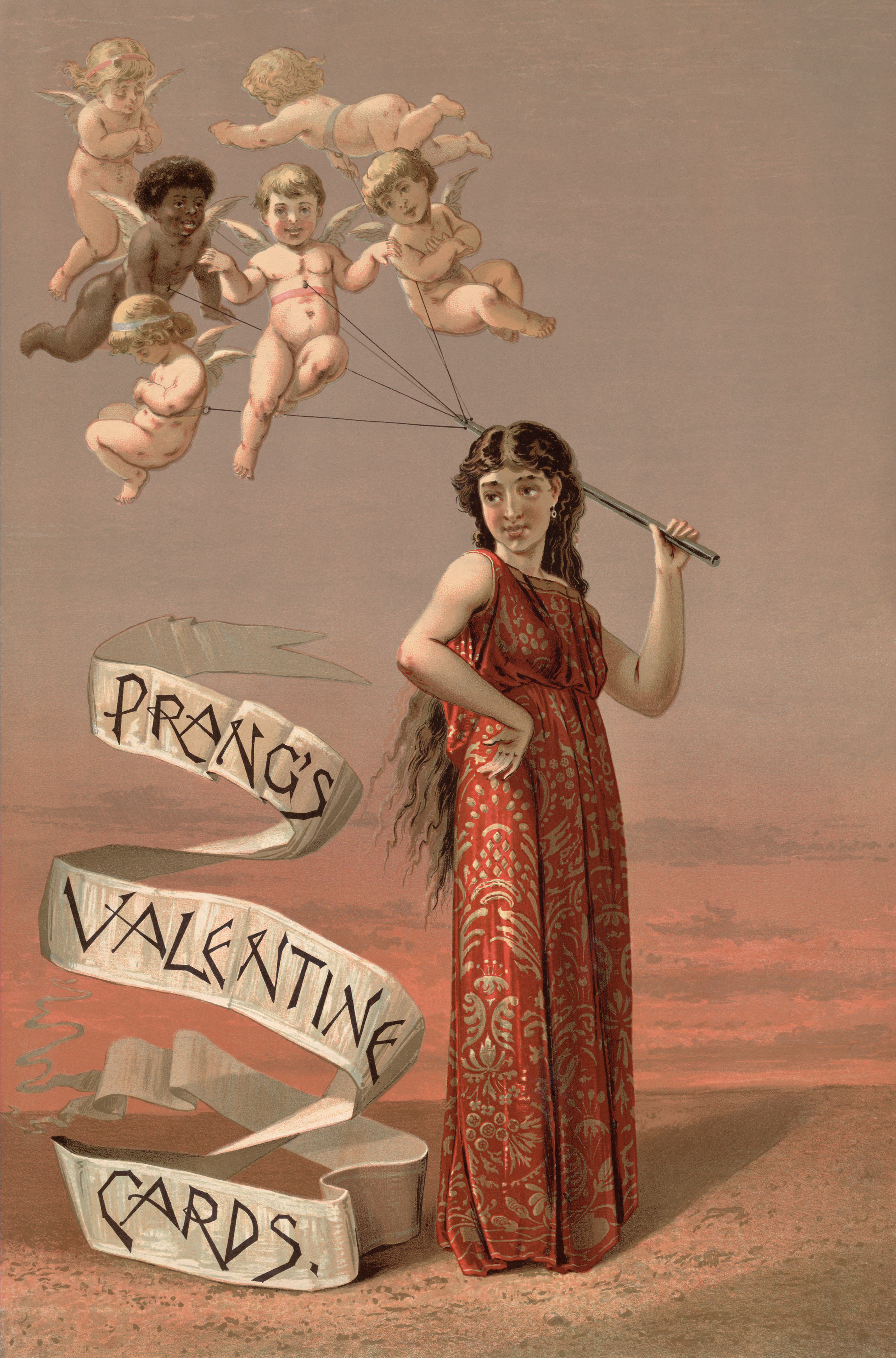
Quảng cáo cho thiệp Louis Prang, 1883
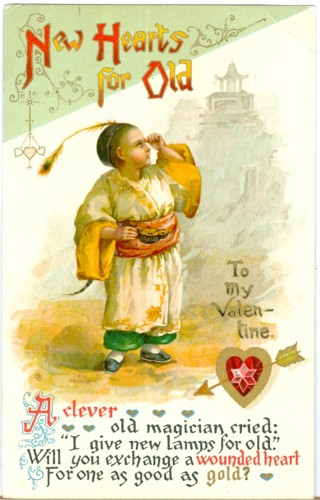
Bưu thiếp của Nister, khoảng năm 1906
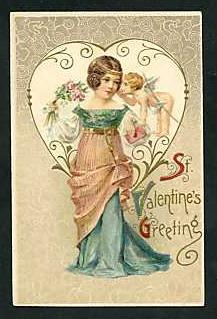
Bưu thiếp valentine, khoảng năm 1900–1910
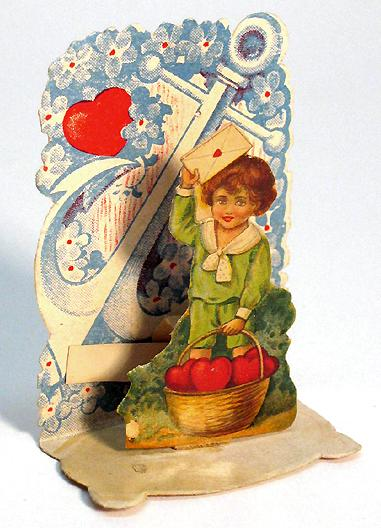
Hình Valentine 2 inch nổi, vào khoảng 1920
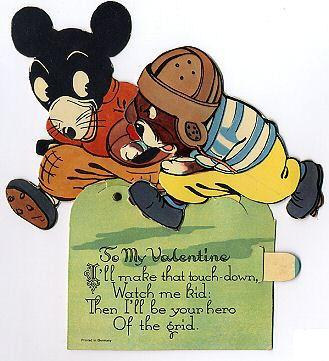
Một con chuột và chó chơi bóng bầu dục (khi kéo cái miếng bên phải thì hình sẽ di chuyển), vào khoảng 1920
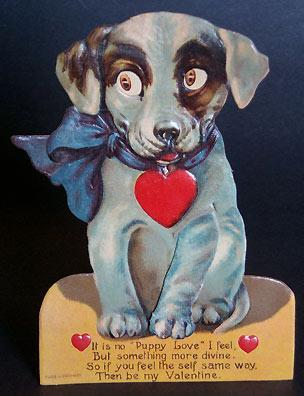
Thiệp con chó có thể di chuyển hai con mắt bằng cách kéo mảnh vải màu nước biển
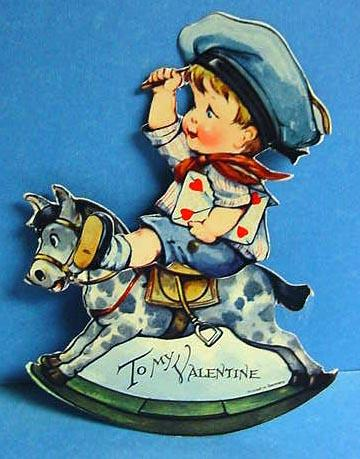
Chú bé cưỡi ngựa, vào khoảng 1920–1930

### Thiệp valentine cho em bé

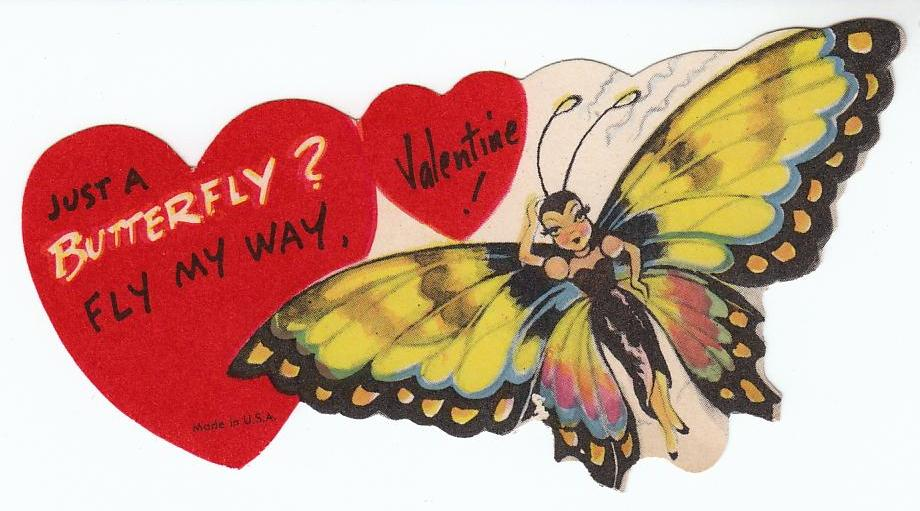
Thiệp valentine, khoảng 1940–1950

## Bánh và sô cô la

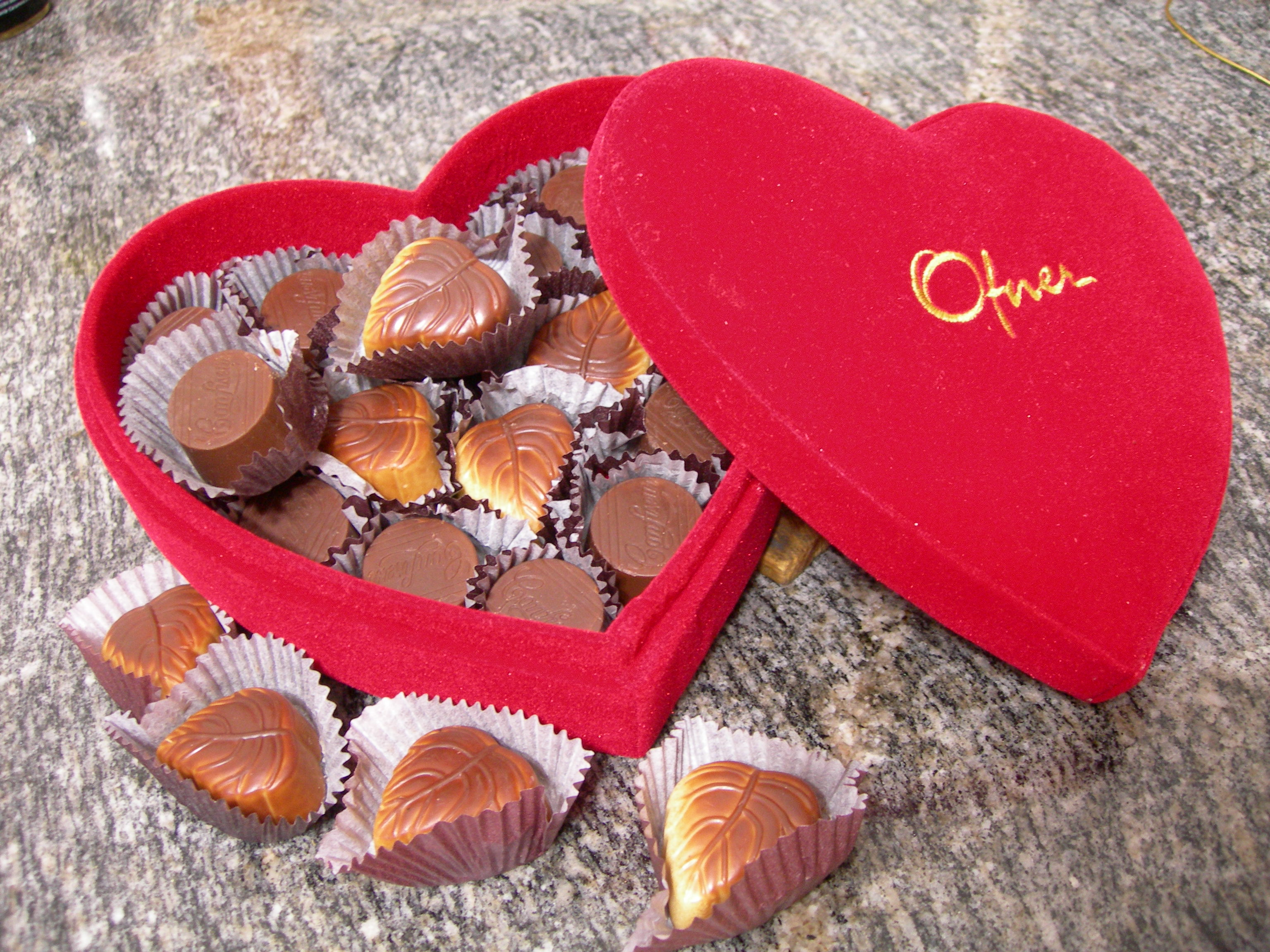
Hộp sô cô la
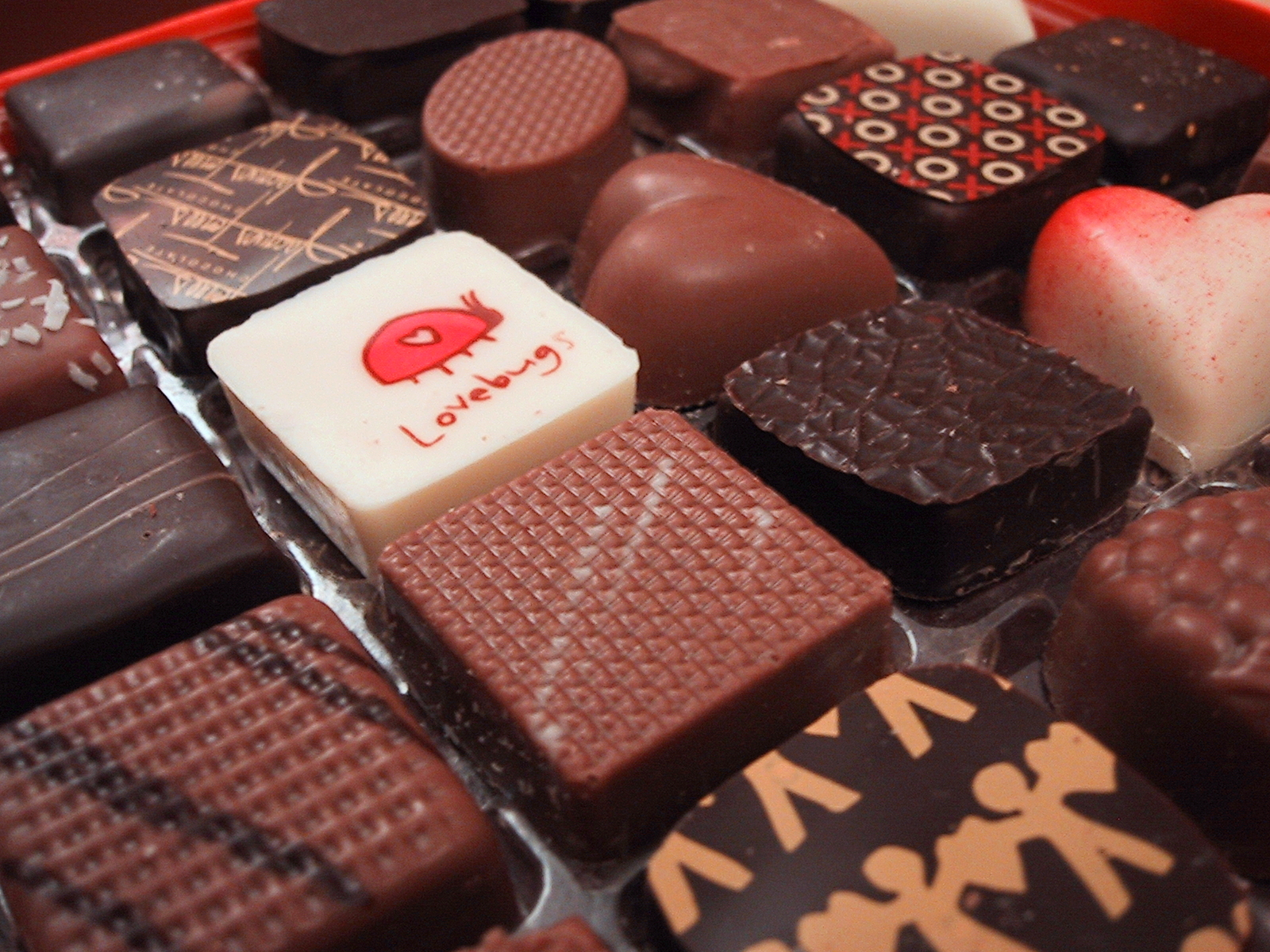
Kẹo sô-cô-la ngày Valentine
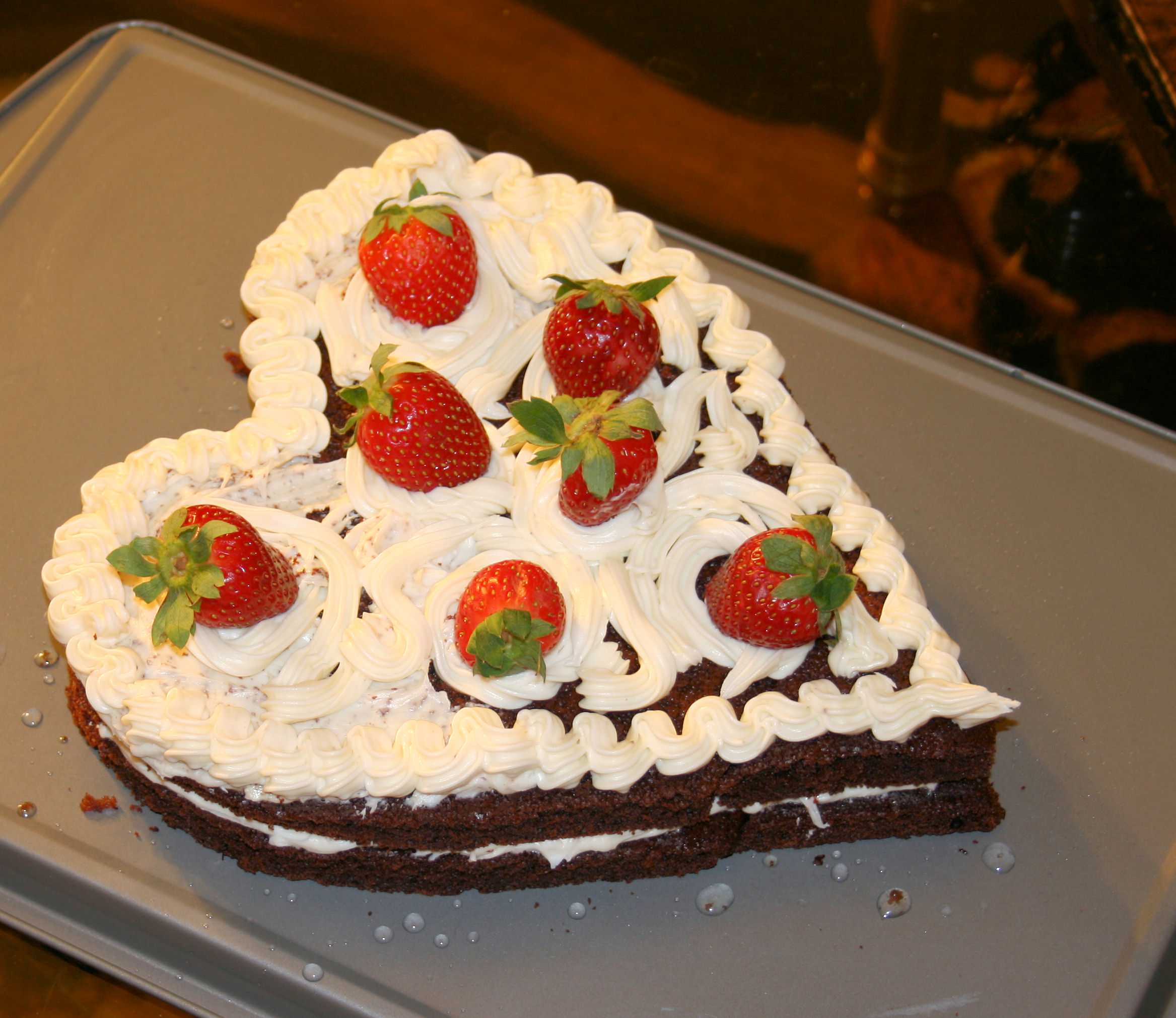
Tự làm bánh ngày Valentine
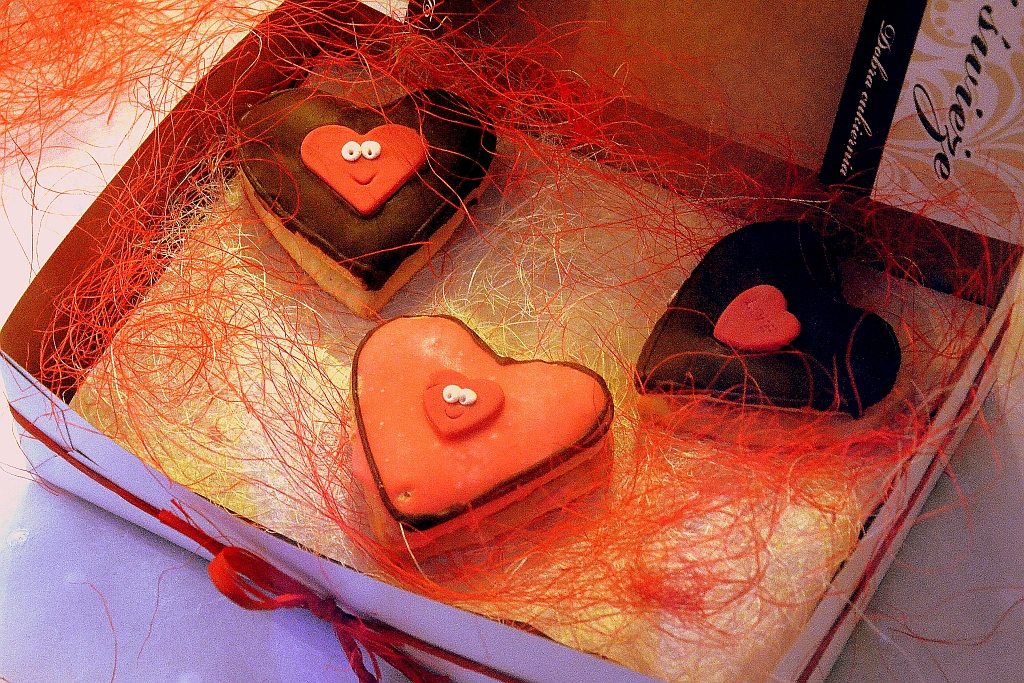
Tự làm bánh ngày Valentine
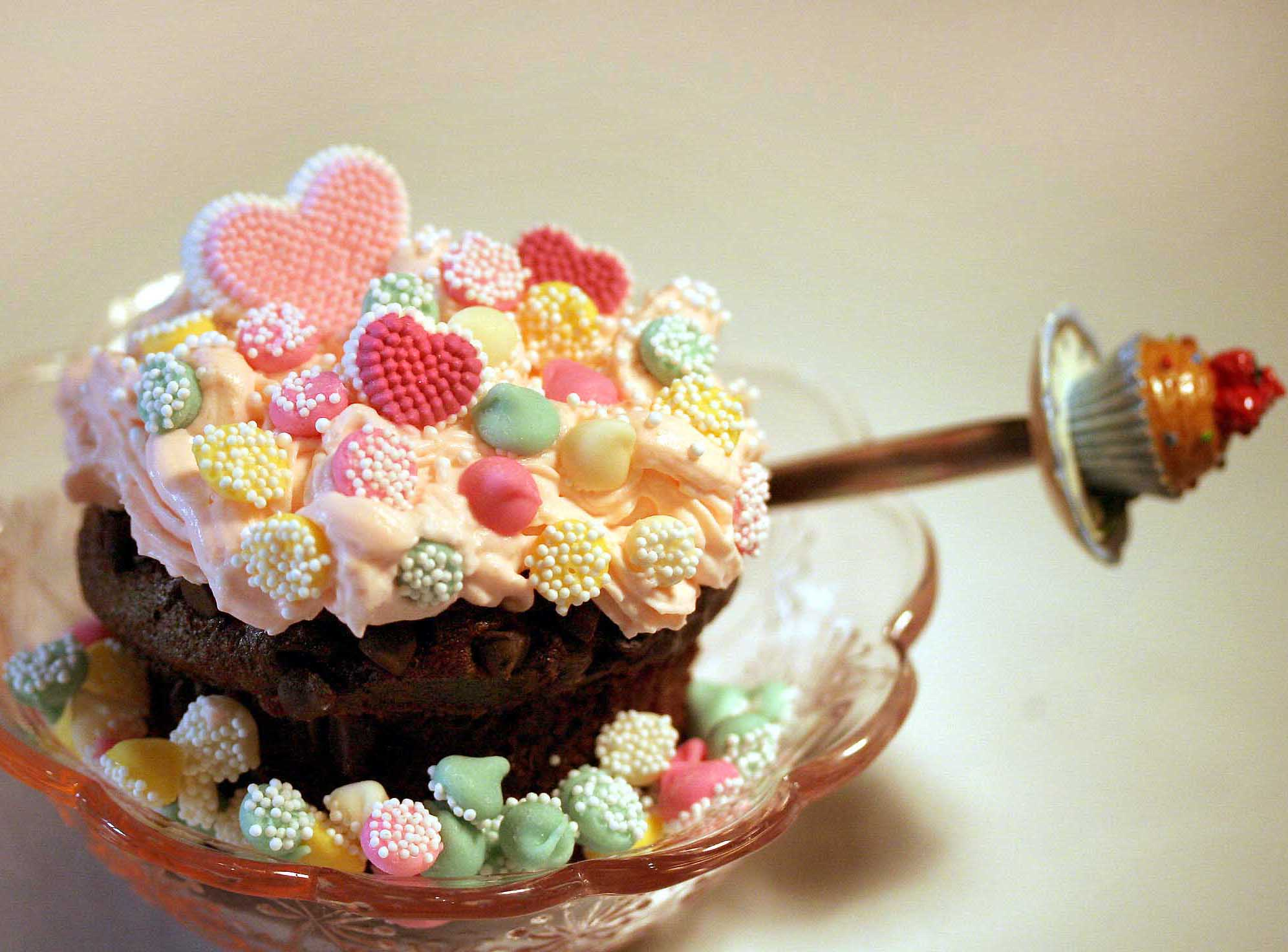
Tự làm bánh ngày Valentine
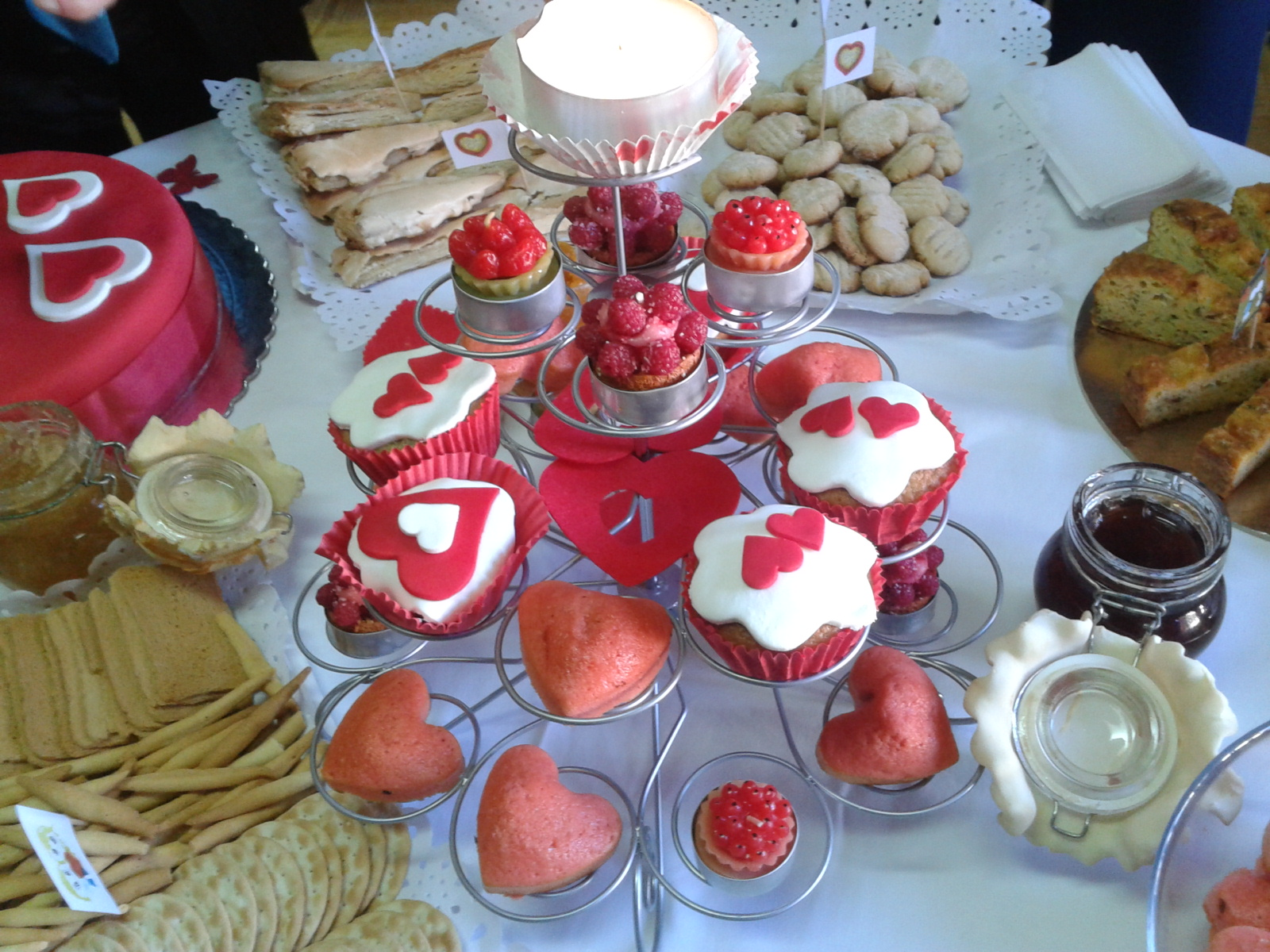

## Liên quan

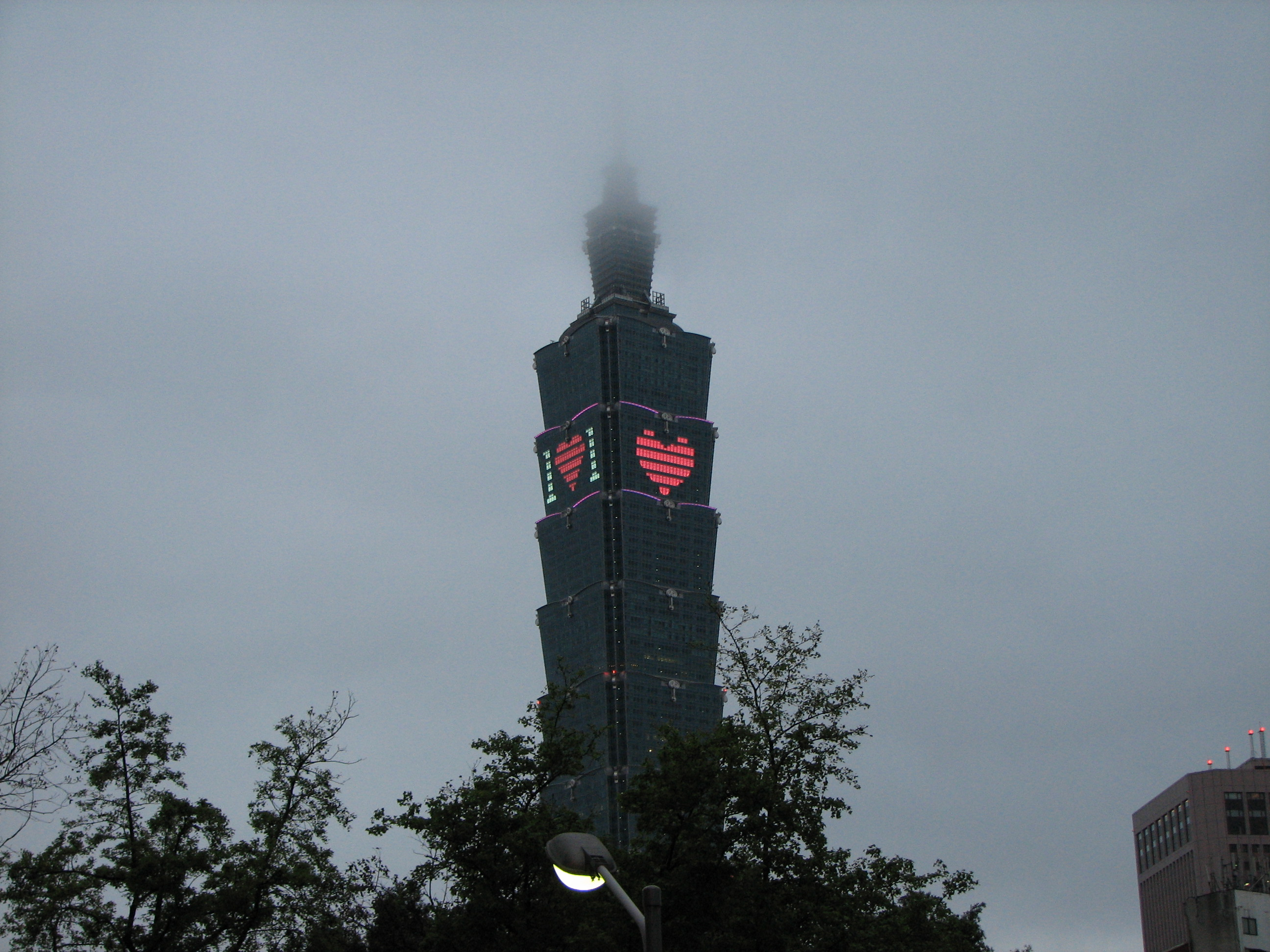
Tháp Taipei 101 vào ngày Valentine 2006
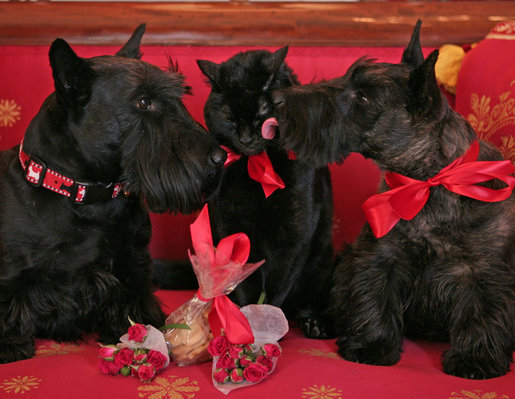
Chó và mèo của ông bà Bush tại Nhà Trắng cũng được mang nơ và nhận quà ngày Valentine 2007
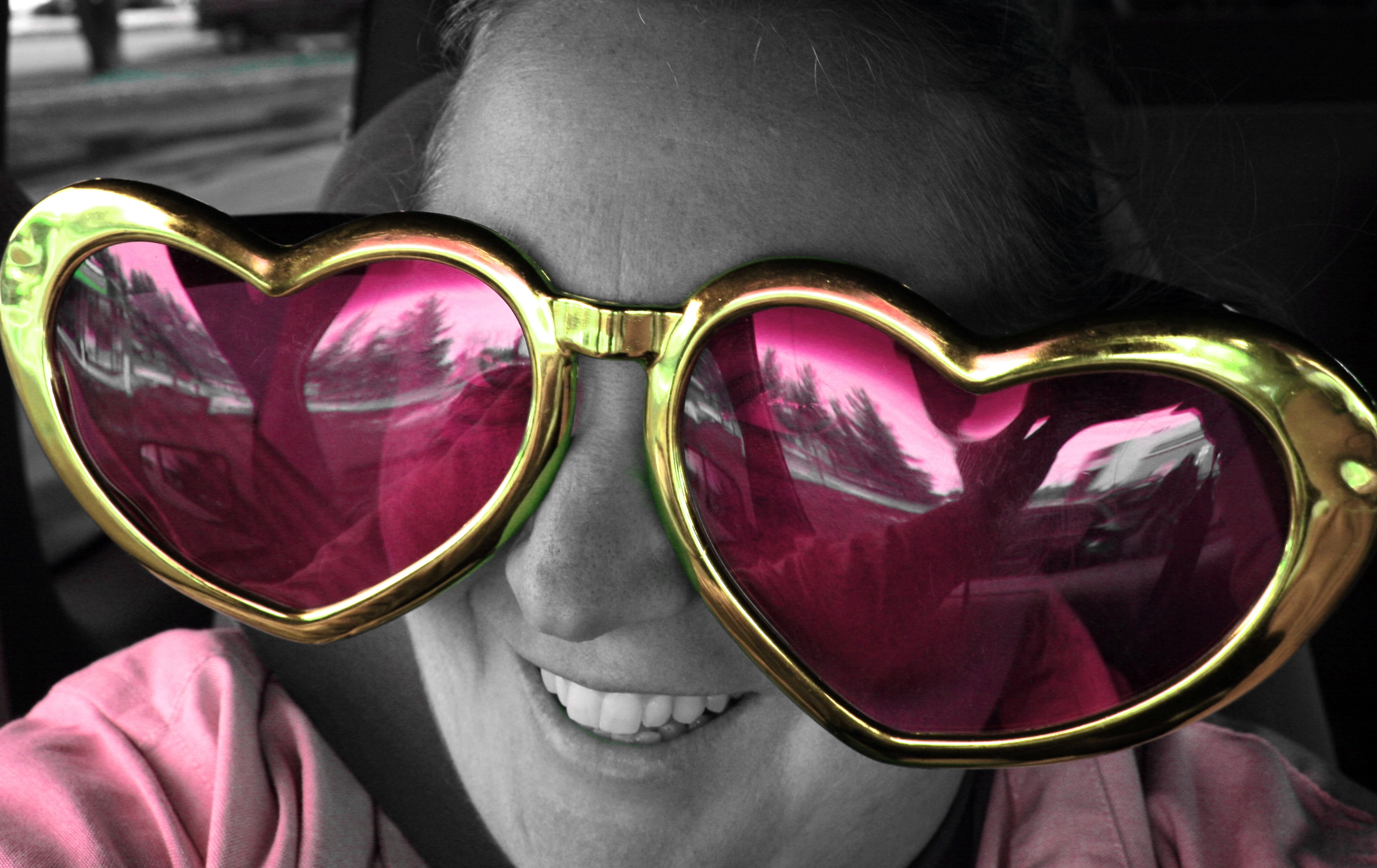
Mắt kính hình trái tim
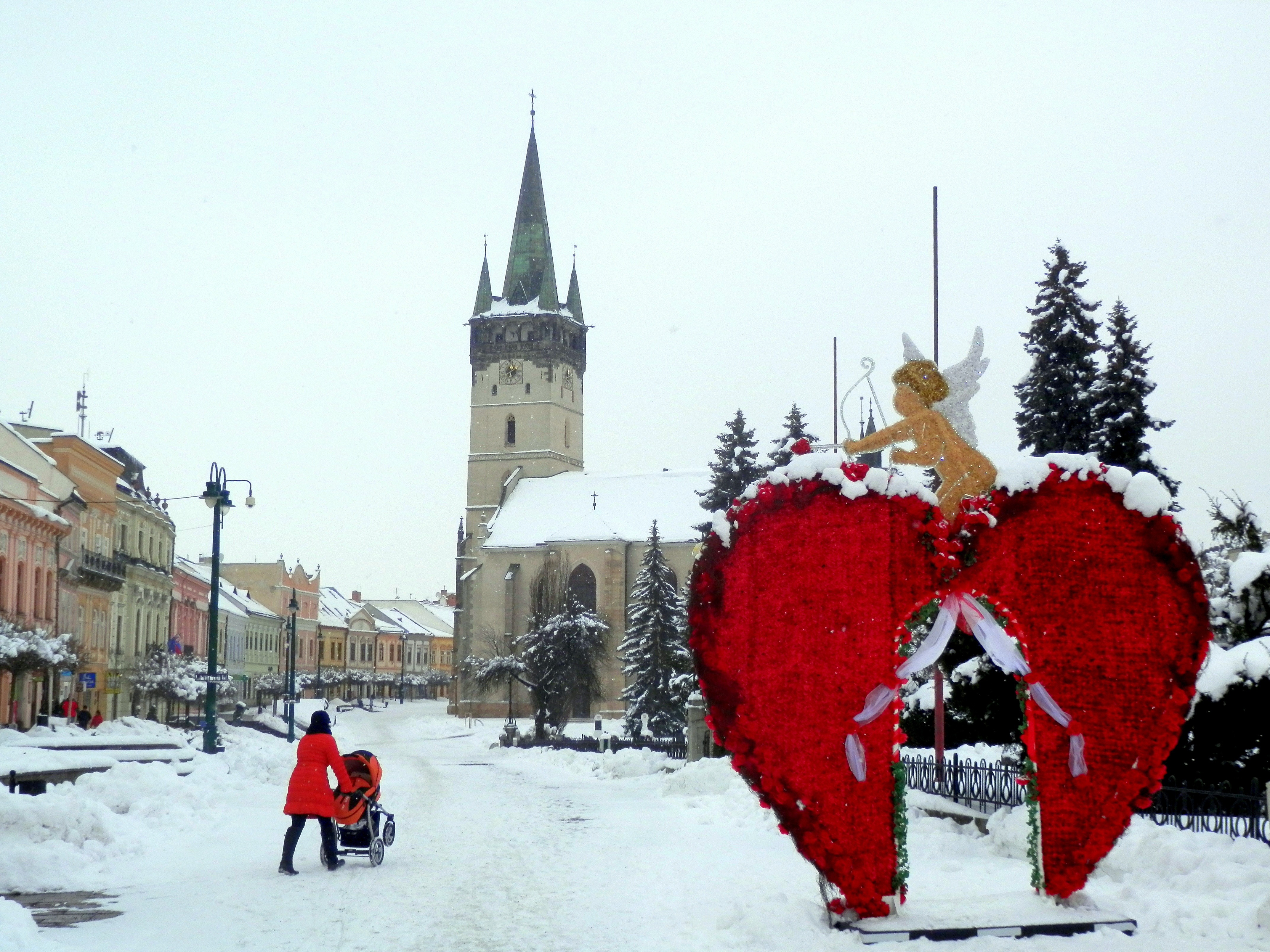
Cổng hình trái tim đỏ tại Prešov, Slovakia
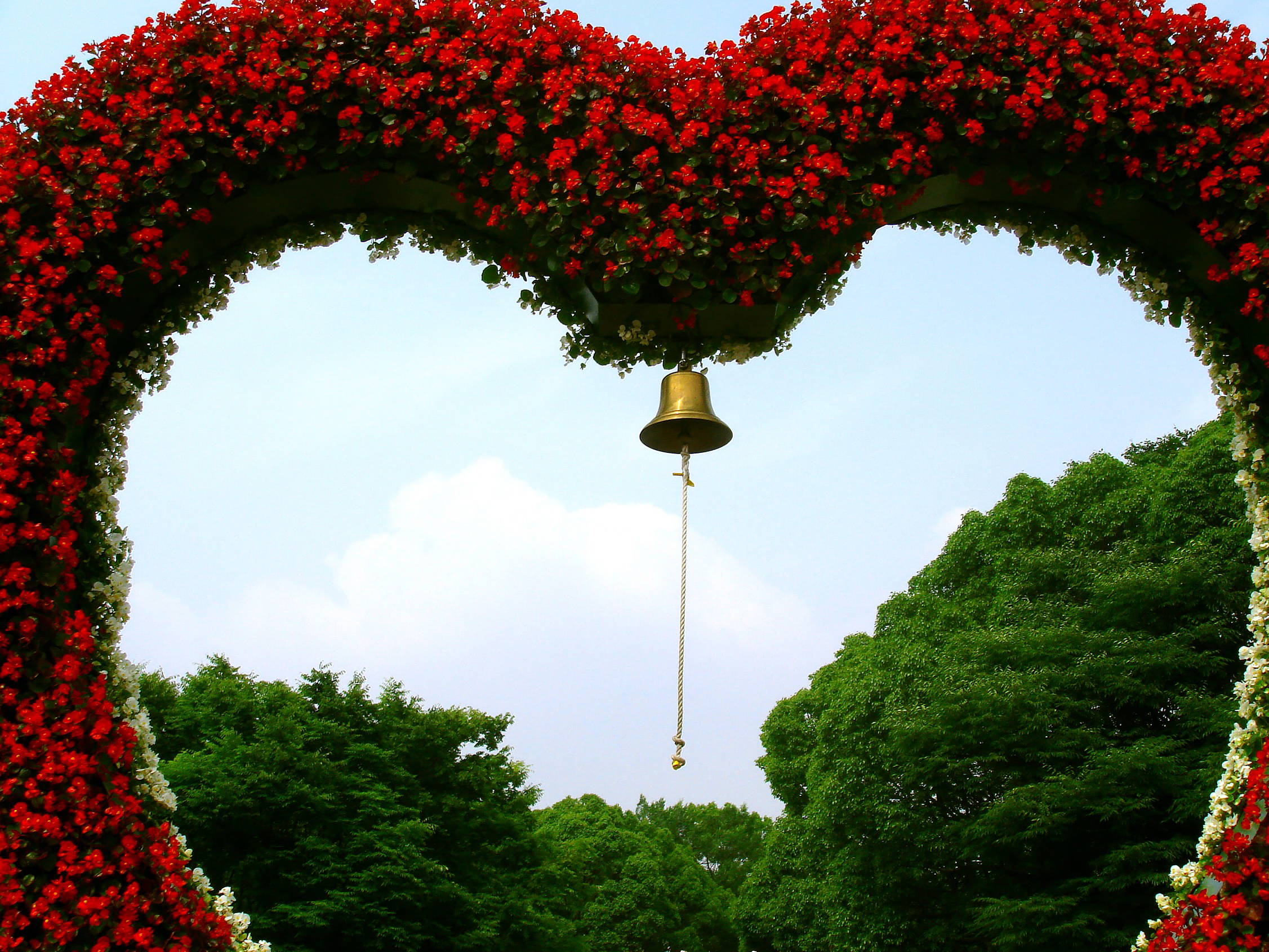
Cổng hoa kết hình trái tim
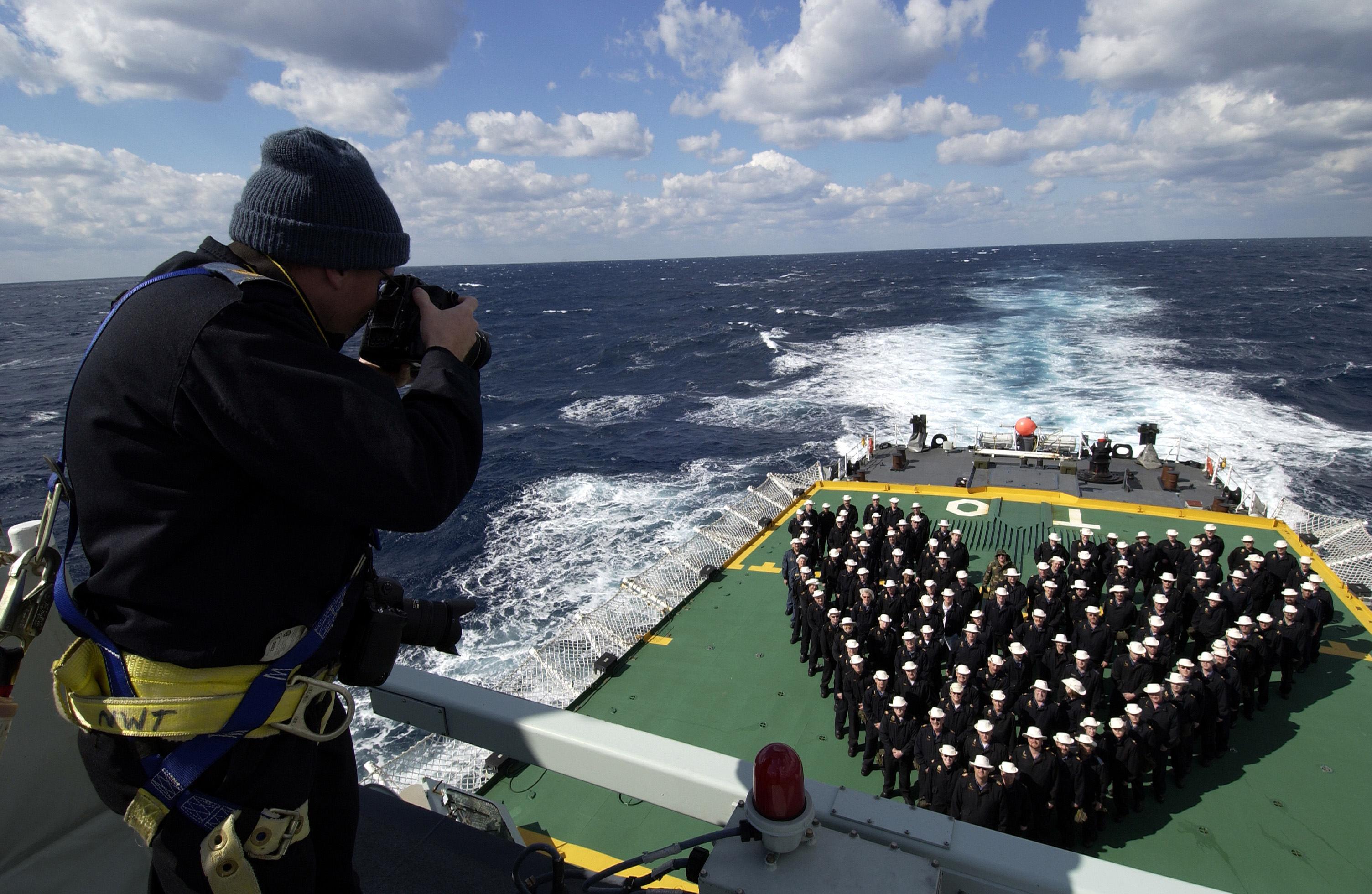
Lính Hải quân tàu khu trục HMCS Toronto (FFH 333), Canada đứng thành hình trái tim, nhân ngày Valentine 2004
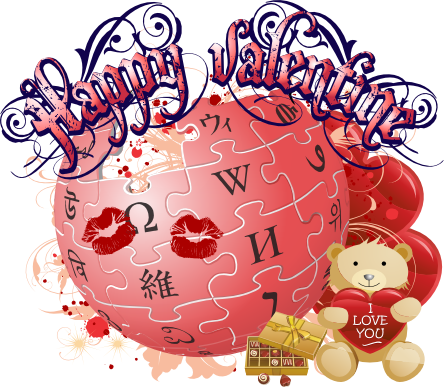
Logo của Wikipedia ngày Valentine
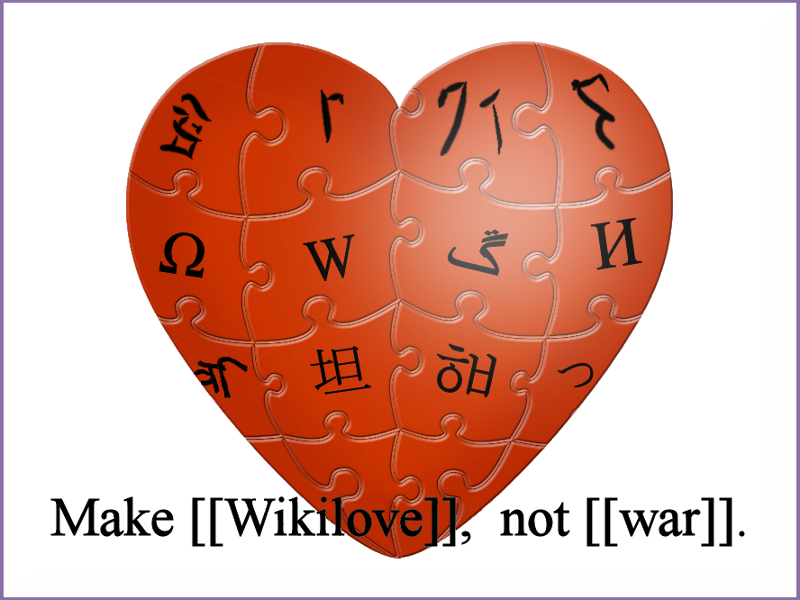
Logo Wikilove not war